# オトラント海峡海戦 (1940年)
オトラント海峡海戦 (オトラントかいきょうかいせん、英語: Battle of the Strait of Otranto、イタリア語: battaglia del Canale d'Otranto) は、第二次世界大戦の地中海戦域において、1940年（昭和15年）11月12日に地中海のオトラント海峡で生起した海戦。イギリス海軍を基幹とする地中海艦隊がタラント港に奇襲を敢行するにあたり、その一部艦艇が陽動を兼ねてアドリア海に進出した（MB8作戦）。連合国軍巡洋艦部隊は、オトラント海峡で遭遇した枢軸国軍（イタリア王立海軍）の輸送船団を夜戦で撃滅して勝利した。

## 経過
1940年（昭和15年）6月のイタリア王国参戦により地中海攻防戦が始まったとき、イタリア王立海軍 (Regia Marina) は新鋭戦艦2隻と高速戦艦4隻が出撃準備を整えており、旧式戦艦を主軸とするイギリス海軍に対し優位に立っていた。
同年10月下旬、イタリア軍がギリシャに侵攻し、連合国軍も対応を迫られる (バルカン戦線) 。またイタリア軍も本土からバルカン半島へ増援輸送をおこない、オトラント海峡を輸送船団が頻繁に往復していた。イタリア軍輸送船団の安全を確保するため、カンピオーニ提督が指揮する王立海軍の主力艦はイタリア半島のタラント港に集結した（現存艦隊主義）。
イギリス海軍は、地中海艦隊 (Mediterranean Fleet) に所属する装甲空母イラストリアス (HMS Illustrious, R87) の艦上攻撃機でタラント港のイタリア戦艦部隊を奇襲する“ジャッジメント作戦” (Operation judgement) を発動し、同作戦と並行して各地 (マルタ島、クレタ島、ギリシャ) への兵員・物資輸送をおこなうMB8作戦を実施した。イタリア軍も潜水艦部隊や水雷艇部隊を派遣し、さらに王立空軍の爆撃機がイギリス地中海艦隊攻撃にむかう。だが接敵できなかったり、イラストリアスの艦上戦闘機に撃退されたりして、戦果をあげられなかった。
11月11日午後、地中海艦隊（カニンガム提督、旗艦ウォースパイト）は麾下戦力から偵察部隊を編成し、イタリア半島東岸のアドリア海に派遣する。地中海艦隊から分派されたX部隊はヘンリー・プリダム・ウィッペル中将が率いており、リアンダー級軽巡洋艦のオライオン (HMS Orion, 85) とエイジャックス (HMS Ajax) 、豪州海軍のパース級軽巡洋艦2番艦シドニー (HMAS Sydney) 、トライバル級駆逐艦のヌビアン (HMS Nubian, G36) とモホーク (HMS Mohawk, G-31) で構成されていた。X部隊は、地中海艦隊によるタラントに対する攻撃からイタリア軍の目をそらすことを目的としていた。
そのころ、イタリア貨客船4隻 (Antonio Locatelli、Premuda、Capo Vado、Catalani) からなるイタリアの輸送船団が、イタリアのブリンディジからアルバニアのヴロラへ向けて航行していた。この船団は旧式駆逐艦を改造した水雷艇ファブリッツィ (艇長ジョバンニ・バルビーニ、戦列中尉) と、仮装巡洋艦 (補助巡洋艦) 「ラム3世」 (RAMB III) によって護衛されていた。ラム3世をフランチェスコ・デ・アンジェリス (Francesco De Angelis) 大尉が指揮していた。
11日夜、連合国艦隊（軽巡3隻、駆逐艦2隻）は北に向かって進んだ。12日午前1時にはバーリとドゥラスを結ぶ線まで達し、X部隊は南へと針路を変えた。20分後、X部隊は6隻の敵艦船（上記のイタリア船団）を発見し、それを駆逐艦2隻と商船4隻と判断した。輸送物件を卸して空船となったイタリア船団は、X部隊の前を横切るようにしてイタリア本土へ向かっていた。1時27分、モホークが砲火を開き、戦闘が開始された。
混乱した夜戦の中、軽巡シドニー（艦長コリンズ大佐）は先頭の貨物船に対して11kmの距離で攻撃をおこない、火災を発生させた。その後23分で残り3隻の商船も沈没するか損傷し炎上した。水雷艇ファブリッツィ (Nicola Fabrizi) も被弾して損傷し、11人の死者と17人の負傷者を出してヴロラへ退却した。ラム3世は交戦後、無傷で撤退した。
この小規模海戦で、イタリア側は水雷艇1隻が撃破され、輸送船4隻すべてを失った。イタリア海軍の人的損害は、戦死36人、負傷42人であった。一方、連合国側の死傷者は皆無であった。ただ、1時40分にはシドニーの艦尾近くを魚雷が通過していた。

## 海戦後
イタリア空軍機が連合国艦隊の捜索に向かったが、艦隊を発見した飛行艇カントZ.501は撃墜された。イタリア海軍はヴロラの北に魚雷艇部隊を展開させ、巡洋艦や駆逐艦をブリンディジ港やタラント港から出撃させたが、イギリス地中海艦隊を捕捉することは出来なかった。
海戦後、イタリア水雷艇2隻 (ソルフェリーノ、クルタトーネ) が沈没船の生存者約140人を救助した。負傷しながらファブリッツィが港に戻るまで指揮をとりつづけたバルビーニ中尉は、その功績により勲章を授与された。